# Carvel
O Carvel é uma franquia americana de sorvetes, propriedade da GoTo Foods (anteriormente Focus Brands). A Carvel é mais conhecida pelos seus sorvetes soft serve e bolos de sorvete, que apresentam uma camada de “crunchies” distintivos. Também vende uma variedade de barras de sorvete e sanduíches de sorvete. O seu slogan é "America's Freshest Ice Cream" (O sorvete mais fresco da América).
A Carvel opera uma cadeia de 320 pontos de venda de sorvetes espalhados por 19 estados e Porto Rico. Principalmente concentradas no Nordeste dos Estados Unidos e na Flórida, as suas lojas estão localizadas principalmente em áreas de grande tráfego, como aeroportos, centros comerciais e estádios desportivos. A empresa também vende bolos de sorvete em mais de 8.500 supermercados.
Desde 2001, a corporação é propriedade do Roark Capital Group e opera como parte da GoTo Foods. A partir de 2020, o site corporativo da Carvel relata “mais de 400 locais de franquia e serviços de alimentação em mais de 20 estados e mais de 10 países.”

## História
O Carvel foi fundada e gerida por Tom Carvel nos seus primeiros 60 anos. Em 1929, Carvel pediu US$ 15 (US$ 270 se convertido aos dias atuais) emprestados à sua futura esposa Agnes e utilizou o dinheiro para construir e operar um caminhão de sorvetes. No fim de semana do Memorial Day de 1934, o caminhão do Carvel sofreu um furo no pneu em Hartsdale, Nova Iorque. Carvel começou a vender os seus sorvetes no local do furo, o parque de estacionamento de uma loja de cerâmica. No espaço de dois dias, todo o seu estoque, do qual muitos estavam derretidos, tinha-se esgotado, e Carvel percebeu de que tanto um local fixo como uma sobremesa cremosa eram potenciais ideias de negócio. Nos seus primeiros três anos, faturou mais de US$ 3.500. Em 1937, já tinha uma banca de sorvetes no mesmo local, com um congelador que lhe permitia fazer o seu próprio sorvete congelado. Em 1939, o seu lucro bruto era superior a US$ 6.000. A loja original de Hartsdale fechou no domingo, 5 de outubro de 2008.
No início dos anos 40, Tom Carvel viajou pelos Estados Unidos, vendendo gelados em parques de diversões, enquanto a sua mulher Agnes geria o negócio em Hartsdale. Durante a Segunda Guerra Mundial, geriu a sua barraca de sorvetes em Fort Bragg, na Carolina do Norte, adquirindo experiência adicional em tecnologia de refrigeração. Depois investiu e patenteou o seu próprio congelador, o “Custard King”, e em 1947 vendeu 71 congeladores por US$ 2.900 cada. Alguns destes compradores de congeladores não pagaram cada unidade e, após investigação, Carvel descobriu que não estavam a gerir os seus negócios de forma eficiente, escolhendo locais não rentáveis e nem sempre mantendo elevados padrões de saúde. O Carvel decidiu que a melhor forma de remediar a situação era participar nos negócios dos seus clientes de arcas congeladoras; mais tarde, afirmou que este fato o levou a desenvolver o conceito de franquia.